# جورج بي. كوزماتوس
جورج بي. كوزماتوس (بالإيطالية: George Pan Cosmatos)‏ (و. 1941 – 2005 م) هو مخرج أفلام، وكاتب سيناريو من إيطاليا، واليونان، ولد في فلورنسا، توفي في فكتوريا ، كولومبيا البريطانية، عن عمر يناهز 64 عاماً، بسبب سرطان الرئة.

## وصلات خارجية
- جورج بي. كوزماتوس على موقع IMDb (الإنجليزية)
- جورج بي. كوزماتوس على موقع ألو سيني (الفرنسية)
- جورج بي. كوزماتوس على موقع تيرنر كلاسيك موفيز (الإنجليزية)
- جورج بي. كوزماتوس على موقع أول موفي (الإنجليزية)
- جورج بي. كوزماتوس على موقع قاعدة بيانات الأفلام السويدية (السويدية)
- جورج بي. كوزماتوس على موقع إن إن دي بي (الإنجليزية)
- جورج بي. كوزماتوس على موقع قاعدة بيانات الفيلم (الإنجليزية)
- جورج بي. كوزماتوس على موقع كينوبويسك (الروسية)